# Laudo arbitral de Enrique II de Inglaterra
El laudo arbitral del rey Enrique II de Inglaterra sobre pertenencia territorial y límites fronterizos entre los reyes Alfonso VIII de Castilla y Sancho el Sabio de Navarra, fue emitido el 16 de marzo de 1177 tras aceptar los reyes de Castilla y el Reino de Navarra un pacto-convenio el 25 de agosto de 1176 en el que aceptaban el arbitrio del rey inglés y que se respetara una tregua de siete años.

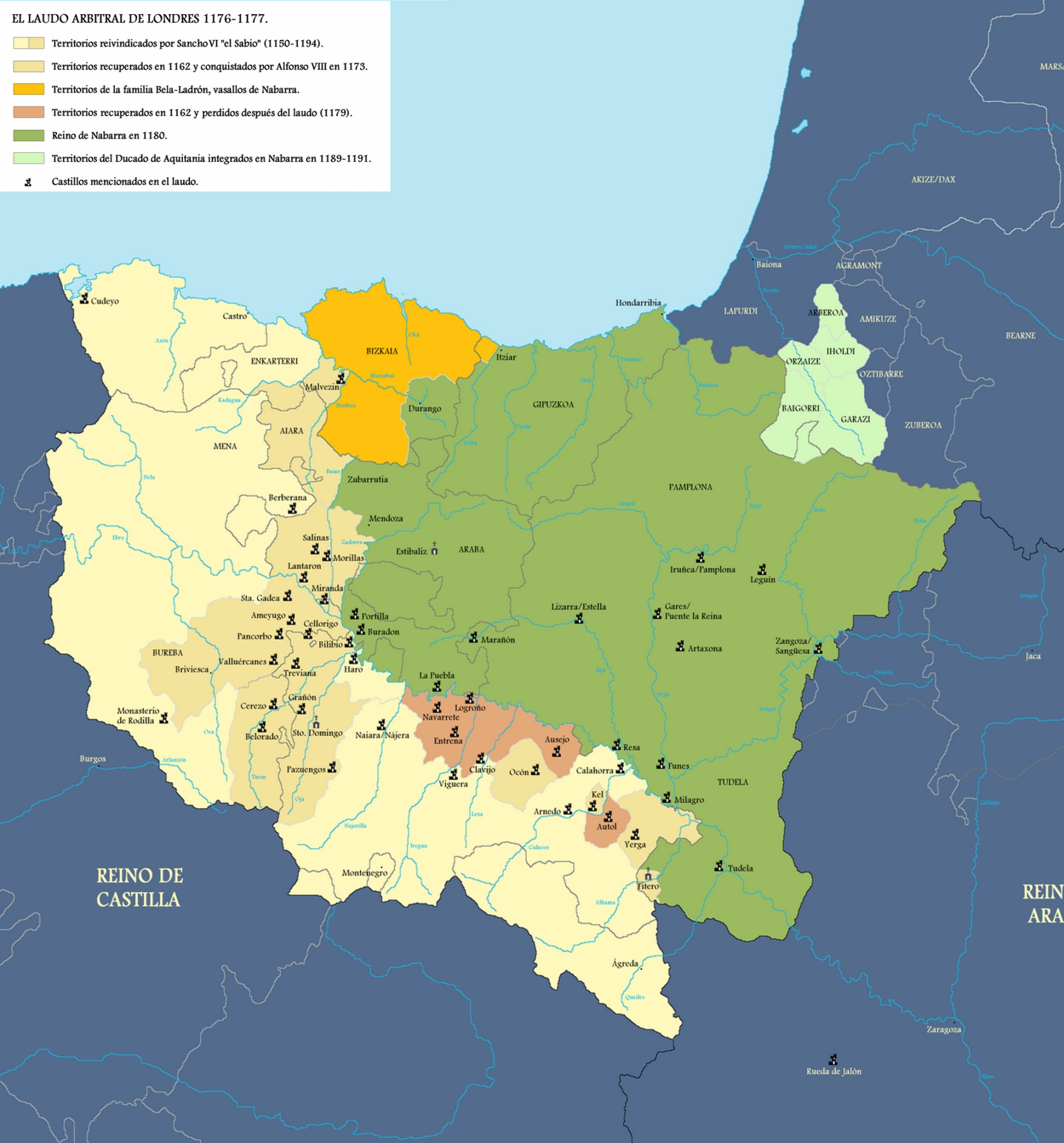
Los cambios en la frontera castellano-navarra entre el 1150 y el 1191. Se aprecia el avance territorial castellano y el retroceso navarro.

En la resolución del laudo no se expresan claramente todos los territorios,:

Con relación a las querellas mencionadas sobre castillos y tierras con sus términos y pertenencias, arrebatados violenta e injustamente, como decía, cada parte omitía responder a las quejas específicas relativas a actos de violencia alegadas por la otra y como se alegaba que no debían hacerse menos restituciones que las demandas, hemos determinado que se haga a cada una de las partes la restitución plena de todo lo que se solicitaba de acuerdo a Derecho.

En el mismo se entiende que se restablecían las fronteras existentes en 1158, al inicio del reinado de Alfonso VIII y antes de que Navarra tomara territorios de La Rioja. En el mismo el rey navarro había de renunciar a la mayor parte de La Rioja y devolver las plazas de Logroño, Entrena, Navarrete, Ausejo y Autol, además de La Bureba.
Por su parte Alfonso VIII debería devolver Leguín, Portilla y la fortaleza de Don Godin (posiblemente la actual Lapuebla de Labarca) y pagar 30.000 maravedíes en 10 años. Se exceptuaba el de Malvecín que no se devolvía a Navarra. El rey navarro priorizó retener el Duranguesado y Álava, dado que el Señorío de Vizcaya, en manos de Diego López II de Haro, era proclive al rey castellano, aunque en su reclamación extendía la petición hasta la actual frontera de Cantabria que ostentaba en 1054.
Este laudo no satisfizo ni a castellanos ni a navarros, no siendo respetado por el rey castellano que en julio de ese año 1177 estaba ya en Cuenca junto con el de Aragón conspirando contra Sancho.
Posteriormente, el 20 de marzo de 1179, mediante la firma del Tratado de Cazola entre Castilla y reino de Aragón, se estableció el compromiso de ayuda mutua junto con un detallado reparto de Navarra, y de la España musulmana. Esta amenaza llevó a la firma del acuerdo de paz firmado entre Logroño y Nájera el 15 de abril de 1179 por el que se concretan los límites fronterizos que representaba la acomodación y ejecución del laudo arbitral inglés de Westminster de marzo de 1177. Navarra tuvo que entregar a Castilla las plazas riojanas, mientras que Castilla concedía a Navarra el Duranguesado, Guipúzcoa, Álava, excepto la villa de Salinas, e incluía los castillos de Leguín, Godín y Portilla. Quedaba como línea divisoria la marcada por los ríos Nervión y Bayas precisándose que Iciar y Durango quedaban en la zona navarra:

Y yo, Don Alfonso, Rey de Castilla, he dado al rey Don Sancho de Navarra Leguin y Portilla, y le he dado por quito del castillo que tiene en Godin. Y, además de esto, yo, Don Alfonso Rey de Castilla doy por quito a vos, Don Sancho, Rey de Navarra y de Álava, a perpetuao para vuestro Reino, conviene saber: Desde Içiar y Durango, que quedan dentro de el, exceptuando el castillo de Maluecin, [...]

Los textos del laudo y el pacto-convenio previo, se encuentran en el Museo Británico.

## Texto del laudo
Seguidamente se transcribe el laudo arbitral, transcrito y traducido por el paleógrafo y doctor en Historia José Ángel Lema Pueyo.

Enrique, por la gracia de Dios rey de Inglaterra, duque de Normandía y de Aquitania y conde de Anjou a sus queridísimos amigos Alfonso, rey de Castilla y a Sancho, rey de Navarra, salud.

Según hemos sabido por vuestras cartas y por la exposición de vuestros fieles: Juan, obispo de Tarazona, Pedro Arias, Gutierre Pérez de Reinoso, y por el informe de vuestros mensajeros: el obispo de Palencia, el conde Gómez, López Díez, Gómez García, García Garcés, Pedro Pérez, Gotter Fernanz, el obispo de Pamplona, García Bermúdez, Sancho Ramíro, Aznar de Echalaz, que os pareció conveniente a ambos confiar a mi juicio los pleitos que habéis mantenido por ciertos castillos con sus tierras y términos.

Nos, recibidos vuestros fieles y representantes con el respeto debido, observando que la paz entre vosotros ha de ser muy provechosa para el honor de Dios y para toda la Cristiandad, asumimos este asunto inspirados por la divina piedd y en atención al bien común.

Por tanto, constituidos ante nuestra presencia y ante la de nuestros obispos, condes y barones los fieles comúnmente elegidos por vosostros y los procuradores y abogados de vuestras causas, hemos oído y entendido diligentemente las peticiones y alegaciones de ambas partes.

Aquéllos a quienes se había confiado la causa de Alfonso, rey de Castilla, sostenían que Sancho, rey de Navarra, le había arrebatado al citado rey de Castilla de manera injusta y violenta, mientras era menor de edad y huérfano, castillos y tierras, a saber, Logroño, Navarrete, Entrena, Autol, Ausejo, con todos sus términos y pertenencias que su padre el día de se muerte y el mismo Alfonso durante algunos años habían poseído pacíficamente, de todo lo cual demandaba que se le hiciera restitución

Por otra parte, aquellos a quienes se había confiado la causa de Sancho, rey de Navarra, sin contradecir nada de lo expuesto por otra parte, aseguraban que Alfonso, el mencionado rey de Castilla, había arrebatado  injustamente por la guerra a Sancho, el antes aludido rey de Navarra, unos castillos, a saber, los de Legín y Portilla y el castillo que tiene Godín, y con igual insistencia, sin contradicción de la otra parte, exigían la devolución de las plazas.

Además, en vuestro común escrito se contenía que vosotros habíais firmado unas treguas por siete años y así lo declararon vuestros representantes públicamente.

En consecuencia, después de deliberar con nuestros obispos, condes y barones, considerando que la paz entre vosotros debe prolongarse para esperanza de los cristianos y que será necesaria para la confusión de los enemigos de Cristo, como estamos plenamente seguros tanto por vuestros documentos como por las declaraciones de vuestros representantes de que seguiréis nuestra determinación y mandato firmado y conservando la paz, antes de pronunciar sentencia sobre las citadas querellas y treguas, os mandamos por medio de vuestros representantes, decidimos y ordenamos y por el presente documento disponemos que firméis la paz entre vosotros y la observéis fielmente a perpetuidad.

Con relación a las querellas mencionadas sobre castillos y tierras con sus términos y pertenencias, arrebatados violenta e injustamente, como decía, cada parte omitía responder a las quejas específicas relativas a actos de violencia alegadas por la otra y como se alegaba que no debían hacerse menos restituciones que las demandas, hemos determinado que se haga a cada una de las partes la restitución plena de todo lo que se solicitaba de acuerdo a Derecho.

Añadimos también por este laudo que las mencionadas treguas firmadas, según se ha expuesto, entre vosotros, tal como nos consta por vuestro escrito y por la declaración pública de vuestros representantes realizada de acuerdeo a Derecho, deben ser respetadas inviolablemente hasta el fin del plazo acordado.

Asimismo, queremos y ordenamos por el bien de la paz que el rey Alfonso, nuestro querido hijo. dé a Sancho, su tío, tres mil maravedíes anualmente durante un decenio, que se pagarán en tres plazos anuales y se entregarán en Burgos, a saber, a los cuatro primeros meses después de realizarse la citada restitución mutua, mil maravedíes, y la cabo de los siguientes cuatro meses, otros mil y al terminar los siguientes cuatro meses por tercera vez, otros mil maravedis, de modo que cada uno de estos diez años posteriores a la dicha restitución, se paguen tres mil maravedíes en los mencionados plazos en en el lugar fijado, a Sancho, rey de Navarra.

Por añadidura, vuestros representantes juraron antes de pronunciarse la sentencia que respetaríais nuestro arbitraje, tanto en lo referente a las restituciones cono en lo tocante a las treguas; y si no lo hiciéseis, que sus cuerpos queden a nuestra disposición y potestad.

Fueron presentes los siguientes testigos: Richard, arzobispo de Canterbury, Hugh, obispo de Durham ("dunelmense"), Geoffrey, obispo de Ely, Roger, obispo de Worcester ("wigornense"), Bartholomew, obispo de Exeter ("exoniense"), Gilbert, obispo de Londres, Walter, obispo de Rochester ("rofense"), Reginald, obispo de Bath ("battoniense"), John, obispo de Norwich, John, obispo de Chichester, Robert, obispo de Hereford, (Peter) obispo de Saint-David´s, Adam, obispo de Saint Asaph ("Sancto Asaf"), el obispo de Bangor, Christian, obispo de Galloway ("Candida Casa de Galveria"), junto con Godofredo, hijo del rey, conde de Britania, Guillermo, el conde de Albermale, Robert, conde de Leicester, Guillermo de Mandevile, conde de Essex, Robert, conde de Gloucester, Wiliam de Arundel, conde de Sussex, el conde de Chester, el conde de Derby ("Ferrers"), y entre los barones de Inglaterra, Richard de Luci, William de Vesci, Odinel de Umfraville ("Odenello de Dumframvilla"), Robert de Vaux ("Vallis"), Roger de Mowbray ("Mumbrai"), Robert de Stuteville, Philip de Kyme ("Chima"), Roger Bigod y otros muchos tanto clérigos como laicos del reino de Inglaterra.
16 de marzo de 1177

## Argumentos de las partes

### Argumentos del rey de Navarra
Los argumentos de los embajadores navarros se fundamentaron en:
1. Que los castellanos asesinaron al rey de Navarra, García Sánchez III el de Nájera (1035-1054), hijo primogénito de Sancho Garcés III, y más tarde se apoderaron del Reino, "per violentian fuit expulsus", tras el homicidio de su hijo Sancho Garcés IV (1054-1076) en Peñalén, sin ningún derecho.
2. Que el rey de Navarra tiene este Reino por la voluntad de Dios.
3. Que los naturales, "naturalium hominum”, han expresado  su fidelidad al Rey de Navarra.
4. Que así lo disponen la Ley, la Costumbre, el Canon y todo Derecho.

### Argumentos del rey de Castilla
Por el contrario los argumentos castellanos fueron:
1. Que Alfonso VIII de Castilla desciende de Sancho Garcés III el Mayor de Navarra, reclamando el vasallaje del rey navarro de 1076.[3]
2. Que después del homicidio del rey navarro Sancho Garcés IV el de Peñalén, Navarra y Nájera hasta Puente la Reina y Sangüesa pasan al Rey de Castilla, Alfonso VI.
3. Que el rey de Navarra, Sancho VI, aprovechando la menor edad de Alfonso VIII recuperó las tierras de Nájera y al sur del río Ebro.
4. Que el rey de Castilla conquistó Toledo.

## Peticiones de las partes
Seguidamente se resumen las peticiones de las partes, transcrito y traducido por el paleógrafo y doctor en Historia José Ángel Lema Pueyo.

### Peticiones de Castilla
...demanda y pide ... que se le devuelvan Logroño, Entrena, Navarrete, que está en la Rioia, Ausenjo, Autol, Resa, en Alava con sus mercados, a saber, Estibaliz y Divina, y todo su derecho sobre la tierra llamada Durango,...

Demanda también y pide que el antedicho rey de Navarra le restituya Rueda de Jalón.

Pide así mismo, las rentas que ha percibido el antedicho rey de Navarra en Logroño y en los demás lugares mencionados ... y una indemnización...todo lo cual estimamos en cerca de 100.000 marcas de oro.

Por añadidura, pide Puente la Reina y Sangüesa y toda la tierra que se extiende desde estas dos poblaciones hasta el río Ebro,

Pide además, la mitad de Tudela por derecho de sucesión materna, ...puesto que la antedicha Tudela de ningún modo pertenece a Navarra.

### Peticiones de Navarra
...pide el monasterio de Cudeyo, Montes de Oca, el valle de San Vicente, el valle de Ojacastro, Cinco Villas, Montenegro de Cameros, la Sierra de Alba hasta Agreda. Exige todo ello y la tierra comprendida entre estos enclaves y Navarra.

Demanda todas las rentas de esta tierra desde que murió el rey Sancho de Peñalén.

Además, pide lo que el emperador arrebató al rey García, su padre, por la fuerza, es decir: Nájera, tanto el castillo de cristianos como el de judíos, Grañón, Pancorvo, Belorado, Cerezo de Río Tirón, Monasterio, Cellorigo, Bilibio, Meltria, Viguera,
Clavijo, Berberana, Lantarón.

Reclama también Belorado

Igualmente, pide... se le restituya la posesión de los castillos recientemente arrebatados con las rentas allí percibidas...Estos son los nombres de los castillos: Quel, Ocón, Pazuengos, Grañón, Cerezo de Río Tirón, Valluércanos, Treviana, Murillo, Ameyugo, Miranda, Santa Gadea, Salinas, Portilla, Malvecín, Leguín y el castillo que tiene Godín.

Además, pide el rey de Navarra que el rey de Castilla le devuelva una suma cifrada en cien mil marcos de plata...

### Resolución del laudo
El rey de Inglaterra decide que le sean devueltas a Castilla  Logroño, Navarrete, Entrena, Autol, Ausejo, con todos sus términos y pertenencias mientras que Castilla debe devolver a Navarra los castillos de Leguín y Portilla y el castillo que tiene Godín. Además, el rey de Castilla deberá pagar al de Pamplona tres mil maravedíes anualmente durante un decenio

Aquéllos a quienes se había confiado la causa de Alfonso, rey de Castilla, sostenían que Sancho, rey de Navarra, le había arrebatado al citado rey de Castilla de manera injusta y violenta, mientras era menor de edad y huérfano, castillos y tierras, a saber, Logroño, Navarrete, Entrena, Autol, Ausejo, con todos sus términos y pertenencias que su padre el día de su muerte y el mismo Alfonso durante algunos años habían poseído pacíficamente, de todo lo cual demandaba que se le hiciera restitución.
Por otra parte, aquéllos a quienes se había confiado la causa de Sancho, rey de Navarra, sin contradecir nada de lo expuesto por otra parte, aseguraban que Alfonso, el mencionado rey de Castilla, había arrebatado injustamente por la guerra a Sancho, el antes aludido rey de Navarra, unos castillos, a saber, los de Leguín y Portilla y el castillo que tiene Godín, y con igual insistencia, sin contradicción de la otra parte, exigían la devolución de las plazas.

Con relación a las querellas mencionadas sobre castillos y tierras con sus términos y pertenencias, arrebatados violenta e injustamente, como decía, cada parte omitía responder a las quejas específicas relativas a actos de violencia alegadas por la otra y como se alegaba que no debían hacerse menos restituciones que las demandas, hemos determinado que se haga a cada una de las partes la restitución plena de todo lo que se solicitaba de acuerdo a Derecho.

Asimismo, queremos y ordenamos por el bien de la paz que el rey Alfonso, nuestro querido hijo, dé a Sancho, su tío, tres mil maravedíes anualmente durante un decenio...